# Maria Rosa Colaço
Maria Rosa Parreiro Colaço (Torrão, Alcácer do Sal), 19 de Setembro de 1935 - Lisboa, 13 de Outubro de 2004) foi uma professora, escritora e jornalista portuguesa.
O Grupo "Trovante" compôs músicas para poesias de Maria Rosa Colaço, como "Atados e simples", Genérico e "Outra margem", que constam  do seu álbum de originais "Baile no Bosque", de 1981.

## Biografia
Filha de Manuel Jacinto Colaço Júnior e de Margarida Parreira, Maria Rosa Colaço fez o curso de Enfermagem em Lisboa, na Escola de Enfermagem do Instituto Português de Oncologia e frequentou a Escola do Magistério Primário, em Évora. Mas foi como jornalista e autora de contos e poemas, alguns dos quais musicados, que o seu nome se tornou conhecido.
Iniciou a sua actividade como enfermeira, e seguidamente como professora do ensino primário, em Moçambique e em Almada, onde residiu durante um longo período.
Defensora da importância da leitura no desenvolvimento e na educação das crianças, celebrizou-se com a publicação do livro "A Criança e a Vida".
Colaborou regularmente com vários jornais e foi assessora da RTP (Rádio e Televisão Portuguesa).
Defensora da liberdade e senhora com carácter forte, sempre atenta às modificações da sociedade e defensora de uma participação cívica activa.
Deixou-nos uma obra repartida entre a literatura infantil, a ficção, o teatro e os programas televisivos para crianças.
Colaborou também com diversos artistas plásticos  nacionais e estrangeiros legendando as suas obras.
Faleceu a 13 de outubro de 2004 e está sepultada no cemitério do Torrão.
A 9 de março de 2005, foi-lhe atribuído o grau de Comendador da Ordem da Liberdade por agraciamento póstumo proposto pelo Presidente da República Jorge Sampaio.

## Algumas obras publicadas
- A criança e a vida (1960)
- Aventura com asas (1989)
- Maria Tonta como eu (1983)
- Não só quem nos odeia (1986)
- Viagem com homem dentro (1998)
- Espanta pardais (2001)
- O coração e o Livro (2004)